# セジロスカンク
セジロスカンク(Hooded Skunk、学名Mephitis macroura)は、食肉目スカンク科スカンク属に属する種の名称。スカンク科に属する他の種と同様に肛門の両脇に臭腺を有しており、敵に対して強い悪臭を放つ分泌液を噴出することで知られる。

## 概要
同属に分類されるシマスカンクと比較すると姿はよく似ているが、セジロスカンクは頸上部にフードのようなふさふさした特徴的な首毛をもっており、英名のHooded Skunkはこれが由来となっている。また学名のmacrouraはギリシャ語で「長い尻尾」という意味があり、その名前が示す通り小柄な体の割に長い尻尾をもつ。体長が19.5cmから29.5cmであるのに対して尻尾の長さは35.7cmから40.0cmにまで至る。体重は0.4kgから2kg程度である。スカンク科のなかではマダラスカンクと同じく小型の部類に入る。
セジロスカンクの毛皮の色のパターンは、黒を基調として2本の細く白い縞模様が入ったもの、背全体が白でおおわれたものの2種類が存在する。
メキシコや中央アメリカの国々で見ることができる。かつてはアメリカ合衆国南西部でも多数確認されていたが、近年この地域で見られることは稀である。
セジロスカンクは主に砂漠地帯で生息している。雑食性に分類されるが、ウチワサボテンなどの草食を好む傾向にある。その他昆虫類や鳥の卵、小型の脊椎動物も食べる。